# 永遠のパズル
『永遠のパズル』（えいえんのパズル）は、橘いずみの6枚目のシングル。1994年4月25日発売。発売元はSony Records。

## 概要
- ドラマ『この愛に生きて』の主題歌。
- 橘の最大のヒット曲。

## 収録曲
作詞・作曲：橘いずみ　編曲：橘いずみ・須藤晃
1. 永遠のパズル (5:01)
2. ボタン (4:30)

## 楽曲収録アルバム

### 永遠のパズル
- オリジナル『こぼれおちるもの』（1994年）
- ベスト『GOLDEN☆BEST』（2002年）
- ベスト『GOLDEN☆BEST 橘いずみ+榊いずみ 20th Anniversary』（2012年）
- CD-BOX『Izumi works from 1992-1997 〜Sony Music Years Complete Box〜』（2019年）

### ボタン
- オリジナル『こぼれおちるもの』（1994年）
- CD-BOX『Izumi works from 1992-1997 〜Sony Music Years Complete Box〜』（2019年）